# Borovan (obchtina)
Pour les articles homonymes, voir Borovan.
Borovan (bulgare : Борован) est une obchtina de l'oblast de Vratsa en Bulgarie.